# Home Alone
Home Alone is een Amerikaanse komische film uit 1990 van Chris Columbus. Het is geschreven en geproduceerd door John Hughes, die al meerdere successen had geboekt met jeugdfilms. De muziek werd geschreven door John Williams, die ervoor genomineerd werd voor een Oscar.
Het grootste gedeelte van de film werd opgenomen in de voorsteden van Chicago, zoals Winnetka en Wilmette in Illinois. Een scène in een kerk werd opgenomen in Oak Park.
Home Alone is nog steeds een populaire kerstfilm. Dat blijkt uit het feit dat de film nog elk jaar met Kerstmis op de televisie komt. In België werd hij zelfs tot beste kerstfilm verkozen in 2008.
- Tagline - A Family Comedy without the Family.
- Tagline - Yesterday he was just a kid, tonight he's a home security system.

Wereldwijd bracht de film 477 miljoen dollar op.

## Verhaal
Met kerst vertrekt de familie McCallister samen met een oom en tante en hun kinderen voor een paar dagen naar Parijs. Oom en tante overnachten met hun kinderen bij de McCallisters en het hele huis is vol, terwijl iedereen koortsachtig aan het inpakken is. In de drukte is iedereen kortaangebonden en Kevins oudere broer Buzz plaagt hem. Als Kevin boos wordt en zijn zelfbeheersing verliest, wordt hij voor straf naar boven gestuurd. De volgende ochtend vertrekt de familie laat, ze hebben zich verslapen en ze hebben dan haast en  vergeten in alle drukte Kevin.
Onderweg komen ze erachter dat ze Kevin vergeten zijn. In paniek proberen ze een vlucht terug naar huis te regelen, maar dat gaat niet rond de kerstdagen. Kevin ontwaakt later die ochtend in een leeg huis en merkt dat hij helemaal alleen is. En geen volwassenen betekent... geen regels.
Kevin beleeft de kerst van zijn leven. Hij kan alles doen zonder dat zijn ouders het verbieden of hem vroeg naar bed sturen. Hij hoeft het getreiter van Buzz niet meer te verduren en kan zelfs ongehinderd diens kamer doorzoeken. Kevin stopt zich vol met zoetigheid en kijkt televisie zo lang hij maar wil. Hij sluit vriendschap met Marley, een oude straatwerker waarvan iedereen beweert dat hij een moordenaar is, maar die in werkelijkheid verzuurd is door een ruzie met zijn oudste zoon.
Ondertussen hebben twee inbrekers, Harry en Marv, de huizen in de straat o.a van de familie McCallister en de familie Mevissen goed in zicht. Kevin realiseert zich dat hij het huis moet verdedigen. Aanvankelijk weet hij hen met trucs ervan te overtuigen dat er volwassenen thuis zijn, maar de inbrekers komen er toch achter dat Kevin 'home alone' is. De derde avond besluiten ze hun slag te slaan. Er is immers alleen een achtjarig jongetje thuis... dat moet geen probleem zijn.
Kevin heeft echter overal in huis boobytraps gezet. De inbrekers vorderen maar moeizaam en iedere meter die ze winnen moeten ze bekopen met blauwe plekken, een verschroeide haardos of zelfs een lelijk verbrande hand. Kevin waarschuwt de politie, maar voordat die arriveert wordt hij gegrepen door Harry en Marv, die wraak willen nemen. Wanneer Harry op het punt staat 'die kleine vingertjes stuk voor stuk af te bijten', worden hij en Marv onverwachts buiten westen geslagen door Marley. De politie vindt de bewusteloze boeven, en rekent ze in.
De volgende ochtend is Kevin nog steeds alleen thuis en is hij zijn familie gaan missen. Zijn moeder komt binnen en even later ook de rest van de familie. Gek genoeg is in elk geval de benedenverdieping van het huis weer opgeruimd na de ravage van de inbraak waardoor het even lijkt alsof Kevin alles gedroomd heeft. Kevin vertelt zijn ouders ook niks over het voorval. Zijn vader vindt de gouden tand van Harry en snapt er niks van. Kevin ziet vanuit zijn raam dat Marley het goed heeft gemaakt met zijn zoon en een glimlach siert zijn gezicht, tot de woedende stem van zijn broer Buzz klinkt: "Kevin, wat heb je in mijn kamer gedaan?!!"

## Rolverdeling
| Acteur           | Personage           |
| ---------------- | ------------------- |
| Macaulay Culkin  | Kevin McCallister   |
| Joe Pesci        | Harry Lyme          |
| Daniel Stern     | Marv Murchins       |
| Catherine O'Hara | Kate McCallister    |
| John Heard       | Peter McCallister   |
| Roberts Blossom  | Marley              |
| Devin Ratray     | Buzz McCallister    |
| Gerry Bamman     | Frank McCallister   |
| Hillary Wolf     | Megan McCallister   |
| John Candy       | Gus Polinski        |
| Larry Hankin     | Officer Balzak      |
| Kristin Minter   | Heather McCallister |
| Kieran Culkin    | Fuller McCallister  |
| Senta Moses      | Tracy McCallister   |
| Bill Erwin       | Man op Vliegveld    |
| Gerry Becker     | Officier #1         |
| Hope Davis       | Franse Ticket Agent |

## Achtergrond

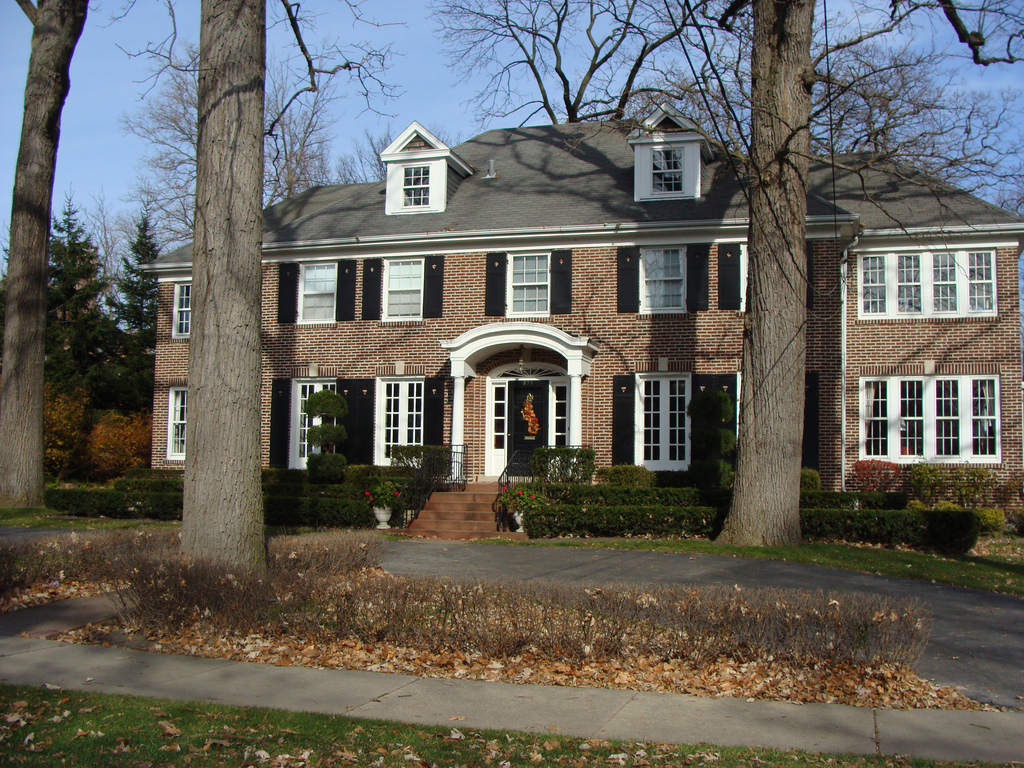
Home Alone huis in Winnetka, Illinois, waar de opnames werden gedaan van Home Alone 1 en 2

### Productie
Net als de meeste films van John Hughes, werd Home Alone opgenomen in Chicago. Enkele scènes, waaronder die in Parijs, bestaan uit archiefbeelden of zijn met behulp van filmtechnieken aangebracht.
Het huis waarin Kevin woont, gelegen aan 671 Lincoln Ave, Winnetka, IL 60093, USA, is een vrijstaande gezinswoning met een kelder en drie verdiepingen, dat zowel in de eerste als in de tweede film werd gebruikt als locatie. Het ligt in een buitenwijk genaamd "Roosevelt" van Chicago, ongeveer 30 kilometer ten noorden van de stad New Trier Township, Cook County. De woning werd in 1988 door een familie gekocht. Het is gebouwd in 1920 en beschikt over drie slaapkamers, drie badkamers en twee toiletten, open haard en een vrijstaande dubbele garage.

### Vervolgen
In 1992 kwam een tweede film uit, Home Alone 2: Lost in New York, waarin dezelfde acteurs spelen als in de eerste film. Home Alone 3 uit 1997 werd gemaakt met andere acteurs en ook de verhaallijn verschilt ten opzichte van de andere films. In 2002 kwam Home Alone 4: Taking Back the House uit met enkele terugkerende personages uit de eerste twee films, maar met nieuwe acteurs en een verhaallijn die bijna niet aansluit op de films met Macaulay Culkin. In 2012 ging de televisiefilm Home Alone: The Holiday Heist in première. Deze film richt zich net als Home Alone 3 niet op de familie McCallister en wordt ook door andere acteurs gespeeld. Alle Home Alone-films worden jaarlijks met Kerstmis op tv uitgezonden in Nederland. In 2019 en 2020 werden de films echter niet uitgezonden op de Nederlandse TV. NPO 3FM speelde in 2019 hierop in door het geluid van Home Alone integraal op de radio uit te zenden.

## Muziek
Het album werd uitgegeven door Sony Music Entertainment in 1990 en bevat 19 nummers, bestaande uit de oorspronkelijke score gecomponeerd door John Williams en andere kerstliederen gebruikt in de film.
1. "Home Alone Main Titles" (4:53)
2. "Holiday Flight" (0:59)
3. "The House" (2:27)
4. "Star of Bethlehem (Orchestral Version)" (2:51)
5. "Man of the House" (4:33)
6. "White Christmas" (2:40)
7. "Scammed by a Kindergartner" (3:55)
8. "Please Come Home for Christmas" (Southside Johnny) (2:41)
9. "Follow That Kid!" (2:03)
10. "Making the Plane" (0:52)
11. "O Holy Night" (2:48)
12. "Carol of the Bells" (1:25)
13. "Star of Bethlehem" (2:59)
14. "Setting the Trap" (2:16)
15. "Somewhere in My Memory" (1:04)
16. "The Attack on the House" (6:53)
17. "Mom Returns and Finale" (4:19)
18. "Have Yourself a Merry Little Christmas" (Mel Tormé) (3:05)
19. "We Wish You a Merry Christmas / End Title" (4:15)